# Lah-Zahl
Die Lah-Zahlen sind in der Mathematik die Koeffizienten zur gegenseitigen Darstellung von  steigenden und fallenden Faktoriellen.
Sie wurden erstmals 1955  von Ivo Lah beschrieben. Es gilt:
{\displaystyle x^{\overline {n}}=\sum _{k=0}^{n}L_{n,k}x^{\underline {k}}}
Die vorzeichenlosen Lah-Zahlen sind wie folgt definiert:
{\displaystyle L_{n,k}={n-1 \choose k-1}{\frac {n!}{k!}}}
Die vorzeichenbehafteten Lah-Zahlen sind definiert durch
{\displaystyle L_{n,k}=(-1)^{n}{n-1 \choose k-1}{\frac {n!}{k!}}}
Für die Inversionsformel der steigenden und fallenden Faktoriellen benutzt man die vorzeichenlosen Lah-Zahlen.
Diese haben in der Kombinatorik eine interessante Eigenschaft: Sie beschreiben die Anzahl der linear geordneten {\displaystyle k}-Partitionen einer {\displaystyle n}-elementigen Menge.
Außerdem gilt:
{\displaystyle L(n,k)=B_{n,k}(1!,2!,3!,4!,\ldots )}
wobei {\displaystyle B_{n,k}} für die Bell-Polynome steht.

## Werte
| {\displaystyle _{n}\!\!\diagdown \!\!^{k}} | 1      | 2       | 3       | 4      | 5      | 6     | 7    | 8  | 9 |
| ------------------------------------------ | ------ | ------- | ------- | ------ | ------ | ----- | ---- | -- | - |
| 1                                          | 1      |         |         |        |        |       |      |    |   |
| 2                                          | 2      | 1       |         |        |        |       |      |    |   |
| 3                                          | 6      | 6       | 1       |        |        |       |      |    |   |
| 4                                          | 24     | 36      | 12      | 1      |        |       |      |    |   |
| 5                                          | 120    | 240     | 120     | 20     | 1      |       |      |    |   |
| 6                                          | 720    | 1800    | 1200    | 300    | 30     | 1     |      |    |   |
| 7                                          | 5040   | 15120   | 12600   | 4200   | 630    | 42    | 1    |    |   |
| 8                                          | 40320  | 141120  | 141120  | 58800  | 11760  | 1176  | 56   | 1  |   |
| 9                                          | 362880 | 1451520 | 1693440 | 846720 | 211680 | 28224 | 2016 | 72 | 1 |

(Folge A008297 in OEIS)

## Neuere praktische Anwendung
In den letzten Jahren wurden Lah-Zahlen in der Steganografie verwendet, um Daten in Bildern zu verstecken. Im Vergleich zu Alternativen wie DCT, DFT und DWT weist sie eine geringere Komplexität der Berechnung ihrer ganzzahligen Koeffizienten auf ({\displaystyle O(n\log n)}). Die Lah- und Laguerre-Transformationen tauchen natürlich bei der störungstheoretischen Beschreibung der chromatische Dispersion auf. In der Lah-Laguerre-Optik beschleunigt ein solcher Ansatz Optimierungsprobleme ungemein.